# Фоскало-Гаудино-Алаза (Бијела)
Фоскало-Гаудино-Алаза је насеље у Италији у округу Бијела, региону Пијемонт.
Према процени из 2011. у насељу је живело 97 становника. Насеље се налази на надморској висини од 489 м.